# Lynchius simmonsi
Espèce
Synonymes
- Ischnocnema simmonsi Lynch, 1974
- Oreobates simmonsi (Lynch, 1974)

Statut de conservation UICN

 VU D2 : Vulnérable
Lynchius simmonsi est une espèce d'amphibiens de la famille des Craugastoridae.

## Répartition
Cette espèce est endémique de la province de Morona-Santiago en Équateur. Elle se rencontre à environ 1 830 m d'altitude dans la cordillère du Condor.

## Étymologie
Cette espèce est nommée en l'honneur de John Edward Simmons.

## Publication originale
- Lynch, 1974 : A new species of leptodactylid frog (Ischnocnema) from the Cordillera Del Condor in Ecuador. Journal of Herpetology, vol. 8, no 1, p. 85-87.